# Giorgiosita
La giorgiosita és un mineral de la classe dels carbonats. Rep el seu nom de Giorgios, un con volcànic de l'illa de Santorí format l'any 1866.

## Característiques
La giorgiosita és un carbonat de fórmula química Mg₅(CO₃)₄(OH)₂·5-6H₂O. Tot i estar aprovada per l'Associació Mineralògica Internacional, es considera una espècie inadequadament descrita; és similar a la hidromagnesita (menys hidratada), a la dypingita (similar), i a l'espècie UM1973-06-CO:MgH (més hidratada). L'exemplar que va servir per a determinar l'espècie, el que es coneix com a material tipus, es troba conservat al Museu Nacional d'Història Natural de París, a França.
Segons la classificació de Nickel-Strunz, la giorgiosita pertany a «05.DA: Carbonats amb anions addicionals, amb H₂O, amb cations de mida mitjana» juntament amb els següents minerals: dypingita, hidromagnesita, widgiemoolthalita, artinita, indigirita, clorartinita, otwayita, zaratita, kambaldaïta, cal·laghanita, claraïta, hidroscarbroïta, scarbroïta, caresita, quintinita, charmarita, stichtita-2H, brugnatel·lita, clormagaluminita, hidrotalcita-2H, piroaurita-2H, zaccagnaïta, comblainita, desautelsita, hidrotalcita, piroaurita, reevesita, stichtita i takovita.

## Formació i jaciments
Va ser descoberta al volcà Alphoessa, a l'illa de Nea Kammeni, Santorini, Grècia, on es troba en forma de crostes pulverulentes de color blanc sobre la lava, associada a altres minerals com l'halita i la magnesita. També ha estat descrita al Canadà, a Rússia, a Alemanya, a Itàlia, a Noruega i als Estats Units.